# 東経46度線
東経46度線（とうけい46どせん）は、本初子午線面から東へ46度の角度を成す経線である。北極点から北極海、ヨーロッパ、アジア、アフリカ、インド洋、南極海、南極大陸を通過して南極点までを結ぶ。
東経46度線は、西経134度線と共に大円を形成する。

## 通過する地域一覧
東経46度線は、北極点から南極点まで南に向かって以下の場所を通っている。
| 地理座標                                             | 国土・領土・領海 | 備考                                                   |
| ---------------------------------------------------- | ---------------- | ------------------------------------------------------ |
| 北緯90度0分 東経46度0分 / 北緯90.000度 東経46.000度  | 北極海           |                                                        |
| 北緯80度39分 東経46度0分 / 北緯80.650度 東経46.000度 | ロシア           | ゼムリャ・アレクサンドラ（ゼムリャフランツァヨシファ） |
| 北緯80度33分 東経46度0分 / 北緯80.550度 東経46.000度 | バレンツ海       |                                                        |
| 北緯68度21分 東経46度0分 / 北緯68.350度 東経46.000度 | ロシア           | カニン半島                                             |
| 北緯67度47分 東経46度0分 / 北緯67.783度 東経46.000度 | バレンツ海       | チェシャ湾（英語版）                                   |
| 北緯66度51分 東経46度0分 / 北緯66.850度 東経46.000度 | ロシア           |                                                        |
| 北緯42度2分 東経46度0分 / 北緯42.033度 東経46.000度  | ジョージア       |                                                        |
| 北緯41度11分 東経46度0分 / 北緯41.183度 東経46.000度 | アゼルバイジャン |                                                        |
| 北緯39度46分 東経46度0分 / 北緯39.767度 東経46.000度 | アルメニア       |                                                        |
| 北緯39度12分 東経46度0分 / 北緯39.200度 東経46.000度 | アゼルバイジャン | ナヒチェヴァン自治共和国（飛地）                       |
| 北緯38度52分 東経46度0分 / 北緯38.867度 東経46.000度 | イラン           |                                                        |
| 北緯35度50分 東経46度0分 / 北緯35.833度 東経46.000度 | イラク           |                                                        |
| 北緯35度34分 東経46度0分 / 北緯35.567度 東経46.000度 | イラン           | 約3km                                                  |
| 北緯35度33分 東経46度0分 / 北緯35.550度 東経46.000度 | イラク           | 約4km                                                  |
| 北緯35度31分 東経46度0分 / 北緯35.517度 東経46.000度 | イラン           | 約3km                                                  |
| 北緯35度29分 東経46度0分 / 北緯35.483度 東経46.000度 | イラク           |                                                        |
| 北緯35度4分 東経46度0分 / 北緯35.067度 東経46.000度  | イラン           |                                                        |
| 北緯33度29分 東経46度0分 / 北緯33.483度 東経46.000度 | イラク           |                                                        |
| 北緯29度6分 東経46度0分 / 北緯29.100度 東経46.000度  | サウジアラビア   |                                                        |
| 北緯17度14分 東経46度0分 / 北緯17.233度 東経46.000度 | イエメン         |                                                        |
| 北緯13度25分 東経46度0分 / 北緯13.417度 東経46.000度 | インド洋         | アデン湾                                               |
| 北緯10度47分 東経46度0分 / 北緯10.783度 東経46.000度 | ソマリア         | ソマリランド                                           |
| 北緯8度20分 東経46度0分 / 北緯8.333度 東経46.000度   | エチオピア       |                                                        |
| 北緯5度58分 東経46度0分 / 北緯5.967度 東経46.000度   | ソマリア         |                                                        |
| 北緯2度25分 東経46度0分 / 北緯2.417度 東経46.000度   | インド洋         | アルダブラ環礁（ セーシェル）のすぐ西を通過            |
| 南緯15度51分 東経46度0分 / 南緯15.850度 東経46.000度 | マダガスカル     |                                                        |
| 南緯25度18分 東経46度0分 / 南緯25.300度 東経46.000度 | インド洋         |                                                        |
| 南緯60度0分 東経46度0分 / 南緯60.000度 東経46.000度  | 南極海           |                                                        |
| 南緯67度39分 東経46度0分 / 南緯67.650度 東経46.000度 | 南極大陸         | オーストラリア南極領土（ オーストラリアが領有権主張）  |